# 星星哨遗址
星星哨遗址，位于中国吉林省永吉县星星哨水库东岸，为一个省级文物保护单位，类型为古遗址，公布时间为2007年5月31日。该文物保护单位由永吉县文物管理所管理。
星星哨遗址的历史年代为青铜。